# 王守聪
王守聪（1964年12月—），安徽滁州人，汉族，中国共产党党员。中华人民共和国政治人物、第十三届全国人民代表大会黑龙江地区代表。毕业于南京农业大学农学专业，农学学士学位、副研究员，1986年12月入党，1987年8月参加工作。
王守聪曾先后担任农业部种植业管理司副司长、农村社会事业发展中心（农业部乡镇企业发展中心）主任、中央农业广播电视学校常务副校长（农业部农民科技教育培训中心主任）、农业部农垦局局长等职。2017年8月，王守聪出任黑龙江省农垦总局党委书记。
2018年2月24日，当选为第十三届全国人大代表。
2018年4月起，王守聪任黑龙江省农垦总局党委书记、局长，北大荒农垦集团总公司董事长。
2024年1月，任中国农业国际交流协会会长。